# Gabriella xứ Monaco
Gabriella xứ Monaco, Nữ Bá tước xứ Carladès (Gabriella Thérèse Marie Grimaldi; sinh ngày 10/12/ 2014), là con gái của Thân vương Albert II và Thân vương phi Charlene của Monaco. Thân vương nữ đứng thứ hai trong Danh sách kế vị ngai vàng Monaco, sau em trai sinh đôi của mình, Thân vương thế tử Jacques.

## Tiểu sử
Ngày 30 tháng 5 năm 2014, Thân vương phi Charlene được thông báo đã hoài thai. Sau nhiều đồn đoán, ngày 9 tháng 10 năm 2014, Thân vương và Thân vương phi đã xác nhận rằng cặp đôi sẽ được hạ sinh vào cuối năm nay. Ngày 21 tháng 11 năm 2014, cung điện đã thông báo rằng 42  phát đại bác (21 cho mỗi đứa trẻ) sẽ được bắn ra từ Pháo đài Antoine và tiếng chuông nhà thờ vang lên trong mười lăm phút để chào đón sự ra đời của cặp song sinh. Thêm vào đó, ngày sinh của hai đứa trẻ sẽ được coi là một ngày lễ.
Ngày 10 tháng 12 năm 2014, Thân vương nữ Gabriella Thérèse Marie đã cất tiếng khóc vợ lòng tại bệnh viện sản khoa của Trung tâm bệnh viện Thân vương phi Grace, theo sau đó 2 phút là người em trai là Thân vương tử Jacques Honoré Rainier. Gabriella được cha mình ban tặng tước hiệu Bá tước xứ Carladès. Ngày 7 tháng 1 năm 2015, cặp song sinh được cho diện kiến trước toàn dân Monaco. Ngày 10 tháng 5 năm, Gabriella và Jacques đã được rửa tội tại Nhà thờ Thánh Nicholas, Monaco. Thân vương nữ cũng được cha ban cho Huân chương Grimaldi bậc Grand Officier (Đại Sĩ quan).
Gabriella có một chị gái cùng cha khác mẹ là Jazmin Grace Grimaldi, và một anh trai cùng cha khác mẹ là Alexandre Grimaldi Coste, những người con sinh ra từ mối quan hệ trước hôn nhân của Thân vương Albert II.

## Tước hiệu và huân chương

Huy hiệu của Gabriella xứ Monaco

### Tước hiệu
- 10 tháng 12 năm 2014 - 11 tháng 12 năm 2014: Son Altesse Sérénissime la princesse Gabriella de Monaco (HSH Thân vương nữ Gabriella xứ Monaco)
- 11 tháng 12 năm 2014 - nay: Son Altesse Sérénissime la princesse Gabriella de Monaco, comtesse de Carladès (HSH Thân vương nữ Gabriella xứ Monaco, Nữ Bá tước xứ Carladès).

### Huân chương
- Monaco: 
  -  Đại Sĩ quan của Huân chương Grimaldi (10 tháng 5 năm 2015).[10]